# Anastase Simu
Anastase Simu (n. 25 martie 1854, Brăila – d. 28 februarie 1935, București) a fost un academician român, doctor în științe politice și administrative, colecționar de artă, ocupând funcțiile de secretar la Legația României la Berlin, membru de onoare (1933) al Academiei Române și mai târziu senator de Brăila în 3 legislaturi. După studii făcute la Paris și Bruxelles a fost membru al „Consiliului consultativ al artelor” (1910 - 1915) și a fondat în 1910 Muzeul Simu, fiind primul colecționar de la noi care a considerat necesar să ridice o casă de artă cu scopul de a contribui la educația municipalității.

## Formarea
Anastase Simu s-a născut la Brăila pe 25 martie 1854 într-o familie de agricultori foarte bogați, cu moșii întinse în diferite zone ale țării. El devine moștenitorul acestei imense averi la vârsta de 19 ani, când încă era elev la Institutul Teresianum din Viena. Își ia licența în drept la Paris și doctoratul în științe politice și administrative la Bruxelles. Este numit secretar la Legația României din Berlin și apoi senator de Brăila în trei legislaturi consecutive. Începând să se intereseze de colecționarea lucrărilor de artă, Anastase Simu se implică în același timp și în alte domenii ale vieții sociale și culturale. Este membru în Consiliul Consultativ al Artelor din Ministerul Instrucțiunii Publice (1910–1915), membru al Ateneului Român, membru de onoare al Academiei Române.

## Muzeul Simu

Muzeul Simu

Muzeul Simu, care a fost ridicat în formă de templu grecesc, după planurile arhitectului C. Sciky, inspirat după Erechteion, a fost inaugurat la 21 mai 1910 în centrul Bucureștiului, reprezentând o premieră instituționalizată în România, demonstrează că artele noastre plastice se pot alătura și compara de acum artelor plastice universale. Bogata colecție de opere de artă românească și străină a donat-o statului român în 1927. Sub conducerea  pictorului Marius Bunescu, Muzeul Simu a funcționat până în anul 1960, când a fost dărâmat de autoritățile comuniste pentru a construi în locul său Ministerul Turismului și Oficiul Național de Turism „ONT Carpați”. O parte din această colecție se află astăzi la Muzeul Național de Artă al României, iar o alta în colecția Simu de la Pinacoteca București. Colecția cuprindea circa 1.200 de piese din toate genurile artistice: pictură, grafică, sculptură, artă decorativă.

## Colecția de grafică
Colecția de grafică cuprinde lucrări relizate în tehnici diverse, precum: creion, cărbune, tuș, guașă, acuarelă, guașă, paste, gravură, realizate de artisti români și străini.

### Grafică românească
Colecția de grafică românescă cuprinde lucrări de:Carol Popp de Szathmáry, Theodor Aman, Nicolae Grant, Mișu Tăisanu, Constantin Jiquidi, Alexandru Severin, Rudolf Schweitzer–Cumpăna, Apcar Baltazar, Vasile Dobrian, Nicolae Brana,Ignat Bednarik, Ludovic Bassarab, Alexandru Bassarab.

### Grafică străină
Colecția de grafică străină cuprinde lucrări de: Antoine Bourdelle, Camille Pissarro, Firmin Massot, Charles Milcendeau , Alexandre Calame, Eugene Vibert, Leo Putz, Paini Elvetia, Max Choteau.